# 強制拍賣
強制拍賣（又稱強制售賣，或簡稱強拍），是香港特區政府於1999年香港立法會通過的一項公共政策。该政策由《土地（為重新發展而強制售賣）條例》（香港法例第545章）（英語：Land (Compulsory Sale for Redevelopment) Ordinance）授权，目的為改善高齡樓宇收購重建效率。

## 內容

### 條例
根據《土地（為重新發展而強制售賣）條例》，任何人集齊同一地段 90% 或以上業權，並向土地審裁處信納基於現有樓宇的樓齡或其維修狀況，該地段理應重新發展，及多數份數擁有人已採取合理步驟以獲取該地段的所有不分割份數，才可獲土地審裁處發出強制售賣令。

### 修訂公告
自《土地（為重新發展而強制售賣）（指明較低百分比）公告》（英語：Land (Compulsory Sale for Redevelopment) (Specification of Lower Percentage) Notice）於2010年4月1日生效後，以下三類樓宇，包括：
1. 50 年或以上樓齡的樓宇或；
2. 每戶佔業權 10% 以上的樓宇或；
3. 位於非工業地帶的 30 年樓齡或以上的工廈，

其拍賣門檻由集齊 90% 或以上的業權，降至 80%，聲稱可令「落釘」投機者成本倍增。
2024年12月6日，《2024年土地（為重新發展而強制售賣）（修訂）條例》生效，在7個指定地區內，樓齡介乎50年至59年的大廈的強拍門檻降至70%；樓齡介乎60年至69年的大廈的強拍門檻降至65%。在非指定地區，樓齡介乎60年至69年的大廈的強拍門檻亦會降至70%。任何地區樓齡超過70年的大廈強拍門檻降至65%。

## 現時社會上提供給業主的支援
- 「支援少數份數擁有人(舊樓小業主)外展服務(先導計劃)」（页面存档备份，存于）[6]

## 2010年參與建議修例者
- 發展局局長：林鄭月娥（提出修例的政府官員）
- 香港民主黨：何俊仁（反對修例）
- 匯賢智庫：葉劉淑儀（反對修例）
- 民建聯（支持修例）
- 經濟動力（支持修例）

## 註腳
1. ↑  .   [2015-01-26]. （原始内容存档于2020-04-29）.
2. ↑  .   [2010-03-18]. （原始内容存档于2010-03-27）.
3. ↑  民建聯護航　新例下月生效 強拍九降八　 㩒住搶民產 （页面存档备份，存于） 蘋果日報 2010年03月18日, 2011年10月5日 索取
4. ↑  保皇黨議員 12年前種禍根 （页面存档备份，存于） 蘋果日報 2010年03月18日, 2011年10月5日 索取
5. ↑  . 文匯報. 2024-10-11  [2024-12-18]. （原始内容存档于2024-12-19）.
6. ↑  .   [2016-11-09]. （原始内容存档于2016-11-10）.

## 外部連結
- 電子版香港法例：第545章《土地（為重新發展而強制售賣）條例》
- 香港測量師學會：Guide to Prepare An Expert Report for Application Under Land (Compulsory Sale for Redevelopment) Ordinance, Chapter 545（页面存档备份，存于）（英文）